# 快傑春香
- テレビドラマ > 各国のテレビドラマ > 韓国のテレビドラマ > 韓国放送公社のテレビドラマ > KBS月火ドラマ > 快傑春香

快傑春香（かいけつチュンヒャン 쾌걸춘향）は2005年1月3日から3月1日にかけて放映された韓国KBS2（韓国放送公社）のテレビドラマ。放送回数は第17話。日本における放送はKNTVから開始された。

## 概要
このドラマはパンソリ、映画などで知られる朝鮮王朝時代に成立した韓国の古典である『春香伝』（しゅんこうでん/チュニャンジョン）を原作にして、舞台を現代の韓国に置き換え、コメディタッチの学園ドラマの仕立てられた。脚本は『快刀 ホン・ギルドン』のホン・ジョンウン（洪廷恩）とホン・ミラン（洪美蘭）姉妹。舞台は原作と同じ、全羅北道の南原（ナムォン）市
。

## 出演
ソン・チュンヒャン（成春香）：ハン・チェヨン
主人公。原作では貞潔を守る女性であるが、ドラマでは元気はつらつの成績優秀な南原の女子高校生に設定。
イ・モンリョン（李夢龍）：ジェヒ
原作では勉学に優れている両班（ヤンバン、朝鮮時代の貴族階級）の若者であるが、ドラマでは性格が脚色され不良高校生として設定。ただし、チュンヒャンの夫としての設定は原作と同じ。
ピョン・ハクド（卞學道）：オム・テウン
原作では南原の代官であるが、ドラマでは冷徹な芸能プロダクションの社長に脚色。
ホン・チェリン：パク・シウン
モンリョンのソウル時代の先輩。
ハン・タンヒ：イ・イネ
原作では、春香の侍女、香丹（ヒャンタン）。
パン・ジヒョク：ムン・ジユン
原作では、夢龍の下男、房子（パンジャ）。
コン・ウォルメ：キム・チョン
チュンヒャンの母。原作では妓生（キーセン）であるが、ドラマではキャバレーの歌手に脚色。
モンリョンの父：アン・ソックァン
原作では南原の前代官であるが、ドラマは警察署長に脚色。
モンリョンの母：チェ・ラン
原作と同じ設定。